# Porto Moniz
Porto Moniz is een gemeente in het Portugese autonome gebied Madeira.
De gemeente heeft een totale oppervlakte van 83 km² en telde 2.927 inwoners in 2001.

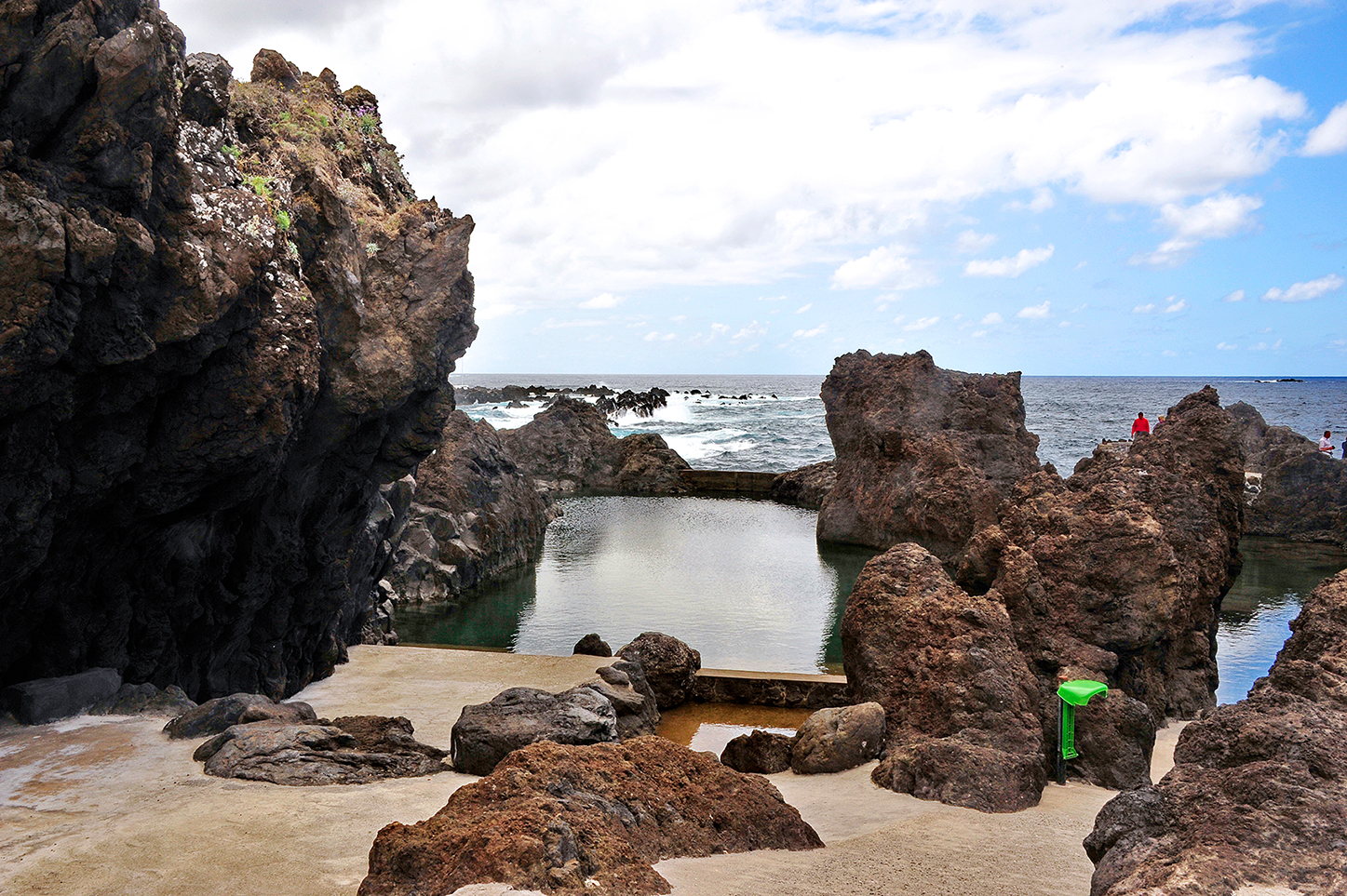
Piscina Naturais

## Plaatsen
- Achadas da Cruz
- Porto Moniz
- Ribeira da Janela
- Seixal